# 20-та гренадерська дивізія СС (1-ша естонська)
20-та гренадерська дивізія СС (1-ша естонська) (нім. 20. Waffen-Grenadier-Division der SS (estnische Nr. 1), ест. 20. eesti diviis) — гренадерська дивізія у складі військ Ваффен-СС Німеччини, яка існувала у 1943–1945 роках і комплектувалася добровольцями естонського походження. Формально дивізія ніколи не була частиною Вермахту під час Другої світової війни, згідно з деякими джерелами, дивізія перебувала під загальним командуванням рейхсфюрера СС Генріха Гіммлера, але не була невід'ємною частиною військ СС. Офіційно активована 24 січня 1944 року і багато його солдатів були членами Естонського легіону та/або 3-ї естонської добровольчої бригади СС, які воювали у складі німецьких військ із серпня 1942 року та жовтня 1943 року відповідно. Обидва попередні формування комплектували свій особовий склад за рахунок добровольців з окупованої німцями Естонії. Незабаром після офіційної оголошення про формування естонської дивізії СС, німецька окупаційна влада оголосила масовий призов в Естонії.
Загалом в Естонії до лав вермахту та Ваффен-СС було призвано 38 000 осіб. У квітні 1944 року дивізія мала визначену чисельність 16 135 осіб. З березня по вересень 1944 року через резервні підрозділи пройшло 13 700 осіб, а до серпня 1944 року близько 10 427 були вбиті або зникли безвісти. Дивізія воювала з Червоною армією на Східному фронті і капітулювала в травні 1945 року.

## Історія

### Передісторія створення
Після вторгнення нацистської Німеччини до Радянського Союзу 22 червня 1941 року і до кінця літа німецький вермахт окупував Естонію. Німці сприймалися більшістю естонців як визволителі від терору сталінського СРСР і плекали надії на відновлення незалежності країни. Початковий ентузіазм, яким зустріли німецьке вторгнення, протягом року змінився розчаруванням, обуренням і частково навіть ворожнечею.
Попри початкову політику Німеччини не вербувати естонців до німецької армії, командувач німецької 18-ї армії генерал-полковник Георг фон Кюхлер створив 26 естонських загонів безпеки (нім. Sicherungs-Abteilungen), які до серпня 1941 року були об'єднані в 181–186-й батальйони безпеки (нім. Sicherungs-Bataillone), по 700 осіб кожен. Спонукувані бажанням помститися Радянському Союзу, добровольців було багато, і хоча початковим наміром було, щоб ці підрозділи виконували функції з охорони тільки на території Естонії, їх відправили на лінію фронту, де вони себе добре проявили. До березня 1942 року було розгорнуто 16 естонських батальйонів і рот загальною чисельністю 10 000 осіб. У жовтні 1942 року наявні охоронні батальйони були реорганізовані у «Східні» батальйони, 181-й став 658-м, 182-й — 659-м, одна рота 184-го стала 657-ю «Східною» ротою, 184-й — 660-м «Східним» батальйоном, а 186-й — перетворився на «Східний» батальйон «Нарва». 1 січня 1943 року вони були перейменовані в «Естонські» батальйони.
Паралельно з серпня 1941 року німецька поліція створювала в Естонії оборонні загони (нім. Schutzmannschaft-Abteilungen) для боротьби з партизанами. У листопаді оборонні загони були об'єднані в оборонні батальйони (нім. Schutzmannschaft-Bataillone) або батальйони Шума, і до жовтня 1942 року 5400 естонців проходило службу у 14 батальйонах, а ще 5100 в лавах естонської цивільної поліції. У грудні 1943 року решта 18 батальйонів Шума були перейменовані в «Естонські поліцейські батальйони». З них одинадцять перебували в оперативних районах за межами Естонії.
28 серпня 1942 року німці оголосили про створення Естонського легіону СС у складі Ваффен-СС, збройного крила німецької нацистської партії, яка служила разом, але ніколи формально не була частиною вермахту в ході світової війни. Його командиром був СС-оберштурмбанфюрер Франц Аугсбергер. У той час як естонське керівництво воліло б реформувати естонську армію, достатньо добровольців виявили бажання приєднатися до цього формування і 1 жовтня 1942 року у Гайделагері біля Дембиці в окупованій Польщі був офіційно створений Естонський легіон. Коли він був створений, то складався з 1-го добровольчого гренадерського полку СС (нім. 1. Estnische SS-Freiwilligen-Grenadier-Regiment), яким командував етнічний естонець, СС-штандартенфюрер Йоханнес Соодла. У січні 1943 року три найкращі батальйони Шума були розформовані, а їхній особовий склад перейшов до Легіону чи інших батальйонів Шума. На початку 1943 року, у відповідь на запровадження військової повинності та незадоволені політикою Німеччини, деякі естонці втекли до Фінляндії та записалися у фінську армію. Невдовзі естонці сформували дві роти 3-го батальйону фінського 47-го піхотного полку, і незабаром 3-й батальйон був повністю сформований з естонців. Воно воювало з Червоною армією на лінії Маннергейма, перш ніж допомогти сформувати фінський 200-й піхотний полк, який складався з 310 фінів і 2340 естонців. 200-й піхотний полк продовжував бої на лінії Маннергейма до серпня 1944 року, коли був розформований.
У квітні 1943 року 1-й батальйон 1-го добровольчого полку СС був перейменований у добровольчий батальйон «Нарва» (нім. Freiwillige-Bataillon Narwa) і виведений зі складу Легіону. Його передали до укомплектованої переважно скандинавами 5-ї танкової дивізії СС «Вікінг», замінивши фінський батальйон СС. Добровольчий батальйон «Нарва» відзначився в боях у складі 5-ї дивізії СС до повернення до Естонії в липні 1944 року. Приблизно в той самий час, коли 1-й батальйон був виділений, Легіон набув оперативних спроможностей. Постійна нестача особового складу призвела до запровадження військової повинності в цей час, в результаті чого були призвано близько 12 000 естонців, з яких близько 5 300 було зараховано до штату Легіону. Одночасно, з весни 1943 року деякі з естонських поліцейських батальйонів були використані для формування більших підрозділів, і багато їхніх людей пішли добровольцями до Легіону.
У травні 1943 року німці розширили Легіон до розміру бригади, спочатку назвавши його Естонською добровольчою бригадою СС (нім. Estnische SS-Freiwillige Brigade) під командуванням Аугсбергера. 1-й добровольчий полк СС став 45-м добровольчим полком СС, а для підтримки бригади було сформовано 53-й артилерійський дивізіон. У липні 1943 року 657-ма естонська рота та 660-й естонський батальйон були використані як основа для формування 46-го добровольчого полку СС як другого полку бригади. У жовтні бригада була перейменована в 3-ю добровольчу бригаду СС. Більшість офіцерів і унтерофіцерів бригади були естонцями, включно з двома командирами полків, і до грудня чисельність бригади досягла 5099 осіб. З листопада бригада була спрямована на боротьбу з партизанами в Невелі біля Великих Лук на території Російської РФСР, а в грудні вона рушила далі на північ до Старої Руси, де з'єдналася з німецькою 16-ю армією. У грудні також почалися перші кроки щодо розгортання бригади до штатів дивізії. У січні 1944 року бригаду було відправлено назад до Естонії для допомоги в обороні від радянського наступу.

### Бойовий шлях
З середини січня 1944 року Червона армія розпочала масштабний стратегічний наступ на північному крилі німецько-радянського фронту. За місяць німецькі війська були відкинуті унаслідок зимового наступу противника майже до кордону з окупованою вермахтом Естонією. 24 січня 3-ю добровольчу бригаду СС розгорнули у 20-ту Естонську добровольчу дивізію СС під командуванням Аугсбергера, нині СС-оберфюрера. Спочатку основними бойовими формуваннями дивізії були 45-й і 46-й добровольчі есесівські полки і 20-й добровольчий артилерійський полк СС. Через тиждень німецька влада оголосила в Естонії загальний призов-мобілізацію. 7 лютого довоєнний прем'єр-міністр Юрі Улуотс змінив свою позицію щодо мобілізації, коли радянські війська вийшли на кордон з Естонією. На той час естонські частини під німецьким контролем налічували близько 14 000 людей. Розраховуючи на поразку Німеччини, Улуотс вважав за необхідне озброїти якомога більшу кількість естонців будь-якими засобами. Улуотс навіть зумів донести це нації через контрольоване німцями радіо: естонські війська на естонській землі мають «набагато ширше значення, ніж те, що я міг і зміг би розкрити тут». За даними Ромуальда Місюнаса та Рейна Таагепера, це призвело до того, що 38 000 чоловіків записалися на військову службу. Естонська історична комісія повідомила, що після заклику Улуотса 32 000 чоловіків приєдналися до війська. 20-та дивізія СС отримала підкріплення, довивши загальну чисельність естонських частин до 50 000 — 60 000 військових. Загалом за весь період щонайменше 70 000 естонців приєдналися до німецької армії, більше ніж 10 000 з них загинули в боях, близько 10 000 дісталися Заходу після закінчення війни.
Після радянської Кінгісеппсько-Гдовської наступальної операції дивізію було наказано зняти з Невельського та перекинути на Нарвський фронт для оборони Естонії.
Прибуття 1-го батальйону 1-го естонського полку в Тарту збіглося з підготовленою десантною операцією лівого флангу Ленінградського фронту на західне узбережжя Чудського озера, в 120 кілометрах на південь від Нарви. 1-й батальйон 1-го естонського полку розмістився на Єршівському плацдармі на східному березі Чудського озера. Естонські та німецькі частини до 16 лютого очистили західне узбережжя Чудського моря від радянських військ, завдавши ворогу значних втрат.

#### Битва за Нарву
8 лютого 1944 року дивізію передали III (германському) есесівському танковому корпусу СС-обергрупенфюрера і генерала Ваффен-СС Фелікса Штайнера, який тоді захищав Нарвський плацдарм. Дивізія мала замінити залишки 9-ї та 10-ї авіапольових дивізій Люфтваффе, які намагалися утримати лінію оборони проти радянського плацдарму на північ від міста Нарва. Після прибуття на фронт 20 лютого дивізія отримала наказ ліквідувати радянський плацдарм. За дев'ять днів важких боїв дивізія відтіснила радянські війська через річку та відновила позиції по визначеній перешкоді. Дивізія залишалася на ділянках Сіверці та Аувере, ведучи важкі оборонні бої.
У квітні 658-й і 659-й естонські батальйони були передані Ваффен-СС, щоб стати II. і I. батальйонами новосформованого 47-го добровольчого гренадерського полку СС відповідно. Командир 658-го естонського батальйону майор Альфонс Ребане був нагороджений Лицарським хрестом Залізного хреста в лютому. Ребане командував 47-м добровольчим гренадерським полком СС, а також був заступником командира Аугсбергера.
26 травня дивізія була перейменована в 20-ту гренадерську дивізію СС (1-шу естонську).
У травні в дивізії в строю перебувало ще 5000 військових, тож її було виведено з лінії фронту та переформовано за допомогою батальйону «Нарва», приєднаного до дивізії як розвідувальний батальйон. На той час йшов активний призов естонських чоловіків до німецьких збройних сил. До весни 1944 року приблизно 32 000 чоловік було призвано до німецьких військ, причому 20-та гренадерська дивізія складалася з приблизно 15 000 осіб.

#### Битва за лінію «Танненберг»
У липні 1944 року добровольчий батальйон «Нарва» повернувся до Естонії та увійшов до складу дивізії, яка на той час досягла повного бойового комплекту.
25 липня Штайнер наказав відступити на лінію «Танненберг», дивізія була розгорнута на пагорбі Ластекодумагі, першій лінії оборони нової позиції. Протягом наступного місяця дивізія вела важкі оборонні бої на пагорбах Сінімяед.
26 липня, переслідуючи захисників, які відступали, радянські війська вперше атакували позиції на лінії «Танненберг». Радянська авіація та артилерія обстріляли німецькі рубежі, знищивши більшу частину лісу на пагорбах. Вранці 27 липня радянські війська почали ще один потужний артилерійський обстріл Сінімяеда.
29 липня Червона армія розпочала найпотужніший наступ на позиції німецьких та естонських військ. До обіду радянські підрозділи майже захопили лінію «Танненберга». Останній резерв на фронті, 1-й батальйон 1-го естонського полку, вцілів від попередніх контратак. Нестача боєготових резервів змусила СС-штурмбанфюрера Пауля Майтлу вимагати підкріплення з числа пацієнтів польового шпиталю. Двадцять поранених погодилися встати до строю, приєднавшись до залишків інших підрозділів, включаючи частину моряків та за підтримки єдиного танка «Пантера», що залишився. На висотах зав'язалася запекла сутичка, радянські війська під потужним артилерійською та авіаційною підтримкою продовжували прориватися на позиції противника. За словами деяких ветеранів, здавалося, що низьколетючі радянські бомбардувальники намагалися вразити кожного окремого естонського солдата, який рухався між воронками, деякі з них були поховані під землею від вибухів радянських снаряді і авіабомб. Але, не здолавши опір, радянські війська були змушені відступити з пагорба Гренадерімягі. За сучасними даними, у складі 124-го стрілецького корпусу, що бився на вістрі головного удару, вцілілими з бою вийшло тільки 225 осіб. Решта об'єднань та з'єднань Червоної армії також майже повністю втратили наступальні можливості і були знекровлені

#### Тартуська операція
До серпня 1944 року 20-та гренадерська дивізія Ваффен відновила свою боєздатність, її чисельність становила 13 500 осіб.
У середині серпня 45-й Естландський і 46-й полки дивізії згрупували в тактичну групу «Вент» і відправили на південь, щоб допомогти захистити оборону по лінії річки Емайигі, де на них чекали важкі бої.
20 серпня з 1-го батальйону фінського 200-го піхотного полку, який нещодавно повернувся до Естонії, був сформований III батальйон 46-го добровольчого гренадерського полку СС. Загалом у серпні 1800 естонських колишніх членів 200-го піхотного полку приєдналися до дивізії.
В ході проведення найбільшої операції, 37-й та 38-й естонський поліцейський батальйони за підтримки танкового батальйону під командуванням Моріца фон Штрахвіца знищили плацдарм двох радянських дивізій і відбили міст Керевере до 30 серпня. В результаті боїв фронт перемістився назад на південний берег Емайигі, що спонукало II армійський корпус почати операцію, намагаючись повернути Тарту. Атака 4–6 вересня дійшла до північних околиць міста, але була відбита частинами радянських 86-ї, 128-ї, 291-ї та 321-ї стрілецьких дивізій. Протягом наступних тринадцяти днів на фронті встановилося відносне затишшя. До вересня дивізія налічувала 15 400 осіб, з яких дві третини складали військовозобов'язані. Також у вересні сильно понівечений 2-й естонський поліцейський полк був розформований, а його особовий склад був переданий до інших підрозділів дивізії. 2-й естонський поліцейський полк був сформований у липні з трьох поліцейських батальйонів, які мали значний бойовий досвід, і утворив частину бойової групи «Єкельн», якою керував вищий керівник СС і поліції, СС-обергрупенфюрер і генерал Ваффен-СС та поліції Фрідріх Єкельн, якого після війни стратили за воєнні злочини. 29 жовтня 1944 року 287-й естонський поліцейський батальйон увійшов до складу дивізії

#### Подальші бої
У вересні 1944 року багато естонців, що служили в лавах Ваффен-СС, було звільнено з німецької служби, а війська, що залишилися, були евакуйовані з Естонії на навчальний центр Нойгаммер, де формування розпочало перегрупування та відновлення боєздатності. У грудні 1944 року 37-й і 38-й естонські поліцейські батальйони включили до складу дивізії. Наприкінці 1944 та на початку 1945 року в ході боїв 20-та гренадерська дивізія СС зазнала великих втрат.
Зрештою, переформована дивізія, яка налічувала приблизно 11 000 естонців і 2 500 німців, повернулася на лінію фронту наприкінці лютого, якраз під час радянської Вісло-Одерської наступальної операції. Цей наступ змусив німецькі війська відступити за річки Одер і Нейсе. Дивізію відкинули до Нейсе, коли вона зазнала значних втрат. Тоді дивізія потрапила в пастку з XI армійським корпусом у районі Оберглогау — Фалькенберг у Сілезії. До лютого дивізія була настільки виснажена, що її стали називати бойовою групою СС, а не дивізією. 17 березня 1945 року естонська бойова група СС зробила масштабну спробу втечі, яка, незважаючи на успіхи, провалилася. 19 березня вона спробувала ще раз, цього разу успішно, але кинула все важке озброєння та техніку в «мішку».
У квітні залишки дивізії були перекинуті на південь, у район Голдберга. Після Празького наступу залишки дивізії спробували прорватися на захід, щоб здатися західним союзникам. Чеські партизани відновили бойові дії проти естонських військ, що здалися. Після війни ветерани естонської дивізії, які склали зброю в травні 1945 року, згадували це, як «чеське пекло», партизани переслідували, катували та знущалися над полоненими солдатами Ваффен-СС і вбили понад 500 естонських військовополонених. Деякі з естонців, які відступили до західних союзників, були повернуті Радам.

## Командування

### Командири дивізії
- СС-бригадефюрер Франц Аугсбергер (20 серпня 1942 — 17 березня 1945);
- СС-штурмбанфюрер Альфонс Ребане (17-19 березня 1945);
- СС-бригадефюрер Бертольд Маак (20 березня — 8 травня 1945).

### Підпорядкованість
| Час      | Корпус                               | Армія                                | Група армій (округ)                  | Штаб                       |
| -------- | ------------------------------------ | ------------------------------------ | ------------------------------------ | -------------------------- |
| 1944     |                                      |                                      |                                      |                            |
| березень | III тк СС                            | АГр «Нарва»                          | Група армій «Північ»                 | Естонія                    |
| жовтень  |                                      |                                      | Група армій «Північ»                 | Естонія                    |
| листопад | відновлення боєздатності (резерв СС) | відновлення боєздатності (резерв СС) | відновлення боєздатності (резерв СС) | навчальний центр Нойгаммер |
| 1945     |                                      |                                      |                                      |                            |
| січень   | відновлення боєздатності (резерв СС) | відновлення боєздатності (резерв СС) | відновлення боєздатності (резерв СС) | навчальний центр Нойгаммер |
| лютий    | VIII ак                              | 17 А                                 | Група армій «Центр»                  | Оппельн                    |
| березень | Корпус «Шлезен»                      | 1 ТА                                 | Група армій «Центр»                  | Оппельн                    |
| квітень  |                                      | 17 А                                 | Група армій «Центр»                  | Сілезія                    |
| травень  | VIII ак                              | 17 А                                 | Група армій «Центр»                  | Чехословаччина             |

## Склад дивізії
- 45-й добровольчий гренадерський полк СС (1-й естонський)
- 46-й добровольчий гренадерський полк СС (2-й естонський)
- 47-й добровольчий гренадерський полк СС (3-й естонський)
- 20-й добровольчий фузилерний батальйон СС
- 20-й добровольчий артилерійський полк СС
- 20-й протитанковий дивізіон СС
- 20-й добровольчий зенітний дивізіон СС
- 20-й добровольчий інженерний батальйон СС
- 20-й батальйон зв'язку СС
- 20-й дивізійне управління постачання та забезпечення СС

## Кавалери Лицарського хреста Залізного хреста

### Кавалери Лицарського хреста Залізного хреста (5)
- Гаральд Нугісекс — унтершарфюрер військ СС, командир взводу 1-ї роти 46-го добровольчого гренадерського полку СС (9 квітня 1944)
- Пауль Майтла — гауптштурмфюрер військ СС, командир 1-го батальйону 45-го гренадерського полку військ СС (23 серпня 1944)
- Гаральд Ріїпалу — оберштурмбаннфюрер військ СС, командир 45-го гренадерського полку військ СС (23 серпня 1944)
- Франц Аугсбергер — бригадефюрер СС, командир дивізії (8 травня 1945)
- Бернгард Ланггорст — гауптштурмфюрер СС, командир 25-го добровольчого протитанкового батальйону СС (5 квітня 1945)

### Кавалер Лицарського хреста Залізного хреста з дубовим листям (1)
- Альфонс Ребане — оберштурмбаннфюрер військ СС, командир 46-го гренадерського полку військ СС (9 травня 1945)

## Відео
- 20th Estonian SS Waffen-Grenadier Division
- 20. SS-Grenadier-Division (estnische Nr. 1) [Архівовано 1 жовтня 2016 у Wayback Machine.]